# Jaromír cseh fejedelem
Jaromír (970 körül – 1038) cseh fejedelem 1003-ban, 1004-től 1012-ig és 1033-tól 1034-ig.

## Élete
II. Boleszláv cseh fejedelem fiaként született. Fivére, III. Boleszláv férfiatlaníttatta. Öccsével, Ulrikkal Bajorországba menekült.
Visszatérve először 1003-ban lépett a trónra rövid időre. 1004-ben újra ő lett a fejedelem immár II. Henrik német-római császár által kijelölve. Háborúságba keveredett fivérével, Ulrikkal, aki meg is fosztotta a tróntól 1012-ben. 1033-ban újra kezébe kaparintotta az országot. Azonban a következő évben Ulrik megvakíttatta. Valószínűleg még 4 évet élt.

## Családfa
| I. Boleszláv * 912 † 967. VII. 15. | I. Boleszláv * 912 † 967. VII. 15. |                                      |                                      | Biagota ? | Biagota ? |  |  | ? | ? |                  |                  | ? | ? |
|                                    |                                    |                                      |                                      |           |           |  |  |   |   |                  |                  |   |   |
|                                    |                                    |                                      |                                      |           |           |  |  |   |   |                  |                  |   |   |
|                                    |                                    | II. Boleszláv * 932 k. † 999. II. 7. | II. Boleszláv * 932 k. † 999. II. 7. |           |           |  |  |   |   | Emma † 1005/1006 | Emma † 1005/1006 |   |   |
|                                    |                                    |                                      |                                      |           |           |  |  |   |   |                  |                  |   |   |
|                                    |                                    |                                      |                                      |           |           |  |  |   |   |                  |                  |   |   |
|                                    |                                    |                                      |                                      |           |           |  |  |   |   |                  |                  |   |   |

| Jaromír * 970 k. † 1038 |